# Organización municipal de la provincia de Río Negro
En la provincia de Río Negro en Argentina el régimen municipal es ejercido por gobiernos locales denominados municipios. Existen también gobiernos locales que no tienen esa categoría y son llamados comisiones de fomento.

## Los municipios en la Constitución de la Nación Argentina
La organización municipal estuvo contemplada en la Constitución de la Nación Argentina desde su primera promulgación el 1 de mayo de 1853, expresando en su artículo 5 que cada provincia debía dictar una constitución que asegurara su régimen municipal. Sin embargo, no estaba claro si los municipios debían ser autónomos o autárquicos hasta la sentencia del 21 de marzo de 1989 de la Corte Suprema de Justicia de la Nación Argentina (Caso Rivademar), que interpretó que los municipios eran constitucionalmente autónomos.
Esta sentencia fue contemplada en la reforma de la Constitución de la Nación Argentina según el texto sancionado el 22 de agosto de 1994:

Art. 123. Cada provincia dicta su propia Constitución, conforme a lo dispuesto por el Art. 5 asegurando la autonomía municipal y reglando su alcance y contenido en el orden institucional, político, administrativo, económico y financiero.

## Los municipios y comunas en la Constitución de la Provincia de Río Negro
La Constitución de la Provincia de Río Negro reformada el 3 de junio de 1988 establece respecto del régimen municipal lo siguiente:

REGIONES.
Art. 106. El territorio provincial se organiza en regiones. Se constituyen en base a los municipios, atendiendo a características de afinidad histórica, social, geográfica, económica, cultural e idiosincrasia de la población.
 La ley fija sus límites, recursos, estructura orgánica y funcionamiento.

CAPITULO I. RÉGIMEN MUNICIPAL. AUTONOMÍA.
Art. 225. Esta Constitución reconoce la existencia del Municipio como una comunidad natural, célula originaria y fundamental de la organización política e institucional de la sociedad fundada en la convivencia. Asegura el régimen municipal basado en su autonomía política, administrativa y económica. Aquellos que dictan su propia Carta Orgánica municipal gozan además de autonomía institucional.

La Provincia no puede vulnerar la autonomía municipal consagrada en esta Constitución (...)

MUNICIPIOS.
Art. 226. Toda población con asentamiento estable de más de dos (2.000) mil habitantes constituye un Municipio.

LÍMITES - EJIDOS COLINDANTES.
Art. 227. La Legislatura determina los límites territoriales de cada Municipio, tendiendo a establecer el sistema de ejidos colindantes sobre la base de la proximidad geográfica y posibilidad efectiva de brindar servicios municipales.
 Toda modificación ulterior de los límites se hace por ley con la conformidad otorgada por rendum popular: En caso de anexiones, por los electores de los municipios interesados y en caso de segregaciones, por los electores de la zona que se segregase.

CARTA ORGÁNICA.
Art. 228. Los Municipios dictan su Carta Orgánica para el propio gobierno conforme a esta Constitución (...)

CAPITULO II. MUNICIPIOS SIN CARTA ORGÁNICA. RÉGIMEN LEGAL.
Art. 232. Mientras los municipios no dictan su Carta Orgánica se rigen por las disposiciones del presente Capítulo.

GOBIERNO MUNICIPAL.
Art. 233. El gobierno municipal se divide en Poder Legislativo, Ejecutivo y de Contralor en la forma establecida en esta Constitución y la ley que se dicte en su consecuencia:

1) Los Consejos Deliberantes están integrados por un número no menor de tres (3) miembros ni mayor de quince (15), elegidos sobre la base de uno cada dos mil quinientos (2.500) habitantes (...)

2) El Poder Ejecutivo está a cargo de un ciudadano con el título de intendente. Se lo elige a simple pluralidad de sufragio...

3) El Poder de Contralor lo ejerce un Tribunal de Cuentas (...)

JUNTAS VECINALES.
Art. 240. Los municipios y comunas reconocen la existencia de las juntas vecinales electivas. Se integran para promover el progreso y desarrollo de las condiciones de vida de los habitantes y sus vecindarios (...)

COMUNAS.
Art. 241. Toda población con asentamiento estable de menos de dos mil (2.000) habitantes constituye una Comuna. La ley determina su organización, su competencia material y territorial, asignación de recursos, régimen electoral y forma representativa de gobierno con elección directa de sus autoridades.

Disposiciones complementarias y transitorias del régimen municipal:

Art. 16. Los municipios que a la fecha de la sanción de esta Constitución estuvieren reconocidos como tales, aún cuando no alcancen el mínimo de habitantes que ésta establece, conservarán su carácter de municipios.

### Alcance de la autonomía institucional
La Constitución de la Provincia de Río Negro establece que todos los municipios pueden obtener la autonomía institucional mediante la sanción de una carta orgánica. La constitución no establece el sistema de gobierno de los municipios con carta orgánica, pero deben tener un gobierno de elección popular y un sistema de contralor de las cuentas públicas.

## LeyOrgánica de Municipiosn.º 2353
La ley Orgánica de Municipios n.º 2353 promulgada de hecho el 30 de diciembre de 1989 establece:

Art. 1. Ámbito de aplicacion: La presente Ley regirá a los Municipios que no hayan dictado su propia Carta Orgánica, a las Comunas y supletoriamente, a los Municipios con Carta Orgánica en las cuestiones no previstas en ella.

Art. 3. Creación de una Comuna: La creación de una Comuna se hará por iniciativa del Poder Ejecutivo o a petición de un número no menor de cien (100) vecinos del lugar que se hubieran reunido para compartir la voluntad de constituirla (...)

Art. 7. Plebiscito: Aprobada la creación de la Comuna o Municipio se dispondrá la realización de un plebiscito entre la población afectada para su ratificación. Resultando afirmativo, se convocará a elecciones para designar autoridades. Siendo negativo, no se podrá insistir en el pedido por el término de dos (2) años.

Art. 9. La Legislatura determinará los límites territoriales de cada Comuna y Municipio tendiendo a establecer el sistema de ejido colindantes sobre la base de la proximidad geográfica y la posibilidad efectiva de brindar servicios (...)

Art. 26. Concejo Deliberante: El Poder Legislativo estará a cargo de un Concejo Deliberante integrado por un número no menor de tres (3) miembros, incrementados a razón de uno (1) cada dos mil quinientos (2.500) o fracción no menor de mil doscientos cincuenta (1.250), con el cargo de Concejales. En ningún caso el número de Concejales podrá exceder de quince (15).

Art. 40. Intendente: El Poder Ejecutivo será ejercido por un ciudadano designado con el título de Intendente, elegido a simple pluralidad de sufragios (...)

Art. 99. Podrá ser institucionalizado en carácter de Comuna todo asentamiento humano estable de menos de dos mil (2000) habitantes, que cuente con servicios básicos de educación, seguridad y salud (...)

Art. 101. El Gobierno de la Comuna estará a cargo de un Concejo Comunal integrado por tres (3) miembros elegidos en forma directa (...)

Art. 103. Ejercerá la Presidencia del Concejo el candidato que figure en primer lugar en la lista que hubiere obtenido la mayor cantidad de votos (...)

## Ley n.º 5352 deComisiones de Fomento
Aunque las comunas están contempladas en la legislación, no han sido implementadas y en su lugar fueron establecidas las comisiones de fomento.
El decreto-ley n.º 643/71 fue promulgado de hecho el 24 de junio de 1971 creando las comisiones de fomento, siendo derogado por la ley n.º 5352 de Comisiones de Fomento, promulgada el 19 de marzo de 2019, la cual establece:

Art. 1. Se entiende por Comisiones de Fomento todos los centros de población reconocidos como tales por la presente ley o que a futuro pudieren reconocerse por un mismo acto. Las Comisiones de Fomento tendrán carácter de delegaciones del Poder Ejecutivo en la jurisdicción en que actúan y ejercen los deberes y atribuciones que les fija la presente ley.

Art. 2. Son Comisiones de Fomento de la Provincia de Río Negro las siguientes: Aguada Cecilio, Aguada de Guerra, Aguada Guzmán, Arroyo Los Berros, Arroyo Ventana, Cerro Policía, Cona Niyeu, Comicó, Clemente Onelli, Cubanea, Chelforó, Chipauquil, Colan Conhue, El Caín, El Cuy, El Manso, Laguna Blanca, Mamuel Choique, Mencué, Nahuel Niyeu, Naupa Huen, Ojos de Agua, Paso Flores, Peñas Blancas, Pichi Mahuida, Prahuaniyeu, Pilquiniyeu, Pilquiniyeu del Limay, Rincón Treneta, Río Chico, Fuerte San Javier, Sierra Pailemán, Villa Mascardi, Valle Azul, Villa Llanquín y Yaminue.

Art. 3. El Poder Ejecutivo asignará jurisdicción a cada Comisión de Fomento, las que no podrán abarcar zonas dentro de los límites de los actuales ejidos municipales.

Art. 4. Las Comisiones de Fomento de la Provincia de Río Negro, estarán compuestas por tres (3) vocales titulares y tres (3) vocales suplentes, elegidos en forma directa, cuya designación por parte del Poder Ejecutivo provincial, recaerá en los ciudadanos electos mediante el sistema d'hont con un piso del cinco por ciento (5%) de los votos válidos emitidos. Los cargos del presente artículo tendrán una duración de cuatro (4) años, pudiendo ser reelegidos.

## Ley n.º 2159 de Ejidos Colindantes
La implementación del sistema de ejidos colindantes establecido en la constitución provincial está regido por la ley n.º 2159 de Ejidos Colindantes, promulgada el 24 de abril de 1987:

Art. 1. Las Municipalidades de la Provincia, a través de sus Concejos deberán realizar las gestiones tendientes a la normalización de convenios bilaterales o multilaterales según corresponda determinando sus jurisdicciones a efectos de cumplimentar el artículo nº 165 de la Constitución Provincial. Siempre que sea factible la prestación de los servicios por los municipios interesados deberá tender a establecer el sistema de ejidos colindantes. Los convenios deberán presentarse a consideración de esta Legislatura dentro de los trescientos sesenta (360) días de promulgada la presente.

Art. 2. La Legislatura, en cumplimiento de la norma constitucional, en la medida que cada municipio eleve los convenios, límites y linderos, procederá a fijar la órbita jurisdiccional de los mismos, previo dictamen de la Comisión de Límites (...)

Art. 3. En caso de no registrarse acuerdo entre  municipios linderos, se deberá formular un acta suscripta por los representantes de los municipios involucrados especificando la divergencia, acompañando un plano suscripto también por las partes, los antecedentes y demás documentación con que sostengan sus pretensiones. Previo dictamen de la Comisión Ley 1812, la divergencia se resolverá en esta Legislatura.

Posteriormente fueron establecidos los límites colindantes entre los siguientes municipios: Valcheta y Pomona (ley n.º 3158); Lamarque y Valcheta (ley n.º 3159); Valcheta y Ministro Ramos Mexia (ley n.º 3160); General Conesa y Guardia Mitre (ley n.º 3315); Viedma y General Conesa (ley n.º 3317); Pomona y Lamarque (ley n.º 3319); Viedma y Guardia Mitre (ley n.º 3371). 

## Miscelánea
Casi todos los municipios y comisiones de fomento rionegrinos tienen su territorio dentro de un único departamento, sin embargo existen casos de municipios que se extienden por dos departamentos: Cipolletti y General Roca entre los departamentos General Roca y El Cuy y Pilcaniyeu entre Ñorquincó y Pilcaniyeu.